# Baseball à Cuba
Le baseball est considéré à Cuba comme le sport national.

## Organisation

### Compétitions nationales
Le Championnat de Cuba de baseball (Serie Nacional de Béisbol en espagnol) est une compétition rassemblant l'élite des clubs cubains de baseball depuis 1878. Cette épreuve a connu de lourdes transformations en 1961 à la suite de la révolution cubaine avec l'abandon du statut professionnel.
Autre épreuve importante du calendrier national : les Super Séries. Cette compétition qui se tient au printemps met aux prises cinq sélections régionales.

### Équipe nationale
L'équipe de Cuba de baseball prend part à des compétitions internationales, comme le Classique mondiale de baseball, les Jeux olympiques ou la Coupe du monde de baseball notamment. La sélection cubaine, qui compte 25 titres mondiaux et trois titres olympiques, est devenue vice-championne olympique lors du tournoi de Baseball aux Jeux olympiques d'été de 2008 à Pékin, battue en finale par la Corée du Sud.

## Histoire

### La genèse du baseball cubain
Les débuts du baseball à Cuba restent nébuleux mais il semble que le baseball se pratique à Cuba dès 1864 à la suite d'une introduction sur l'île par deux étudiants cubains de retour de leurs études aux États-Unis. Autre pionnier important : Esteban Enrique Bellan. Natif de la Havane en 1850, il est le premier joueur cubain à jouer en ligues majeures aux États-Unis en 1871. Il porte les couleurs des Troy Haymakers (1871-1872) puis des New York Mutuals (1873). De retour à Cuba en 1874, c'est lui qui met en place les premiers clubs à la Havane et à Mantanzas. Le premier match inter-clubs dont la mémoire garde des traces écrites est l'opposition entre le Habana Base Ball Club et Mantanzas qui se tient le 27 décembre 1874 (victoire de la Havane par 51 à 9). D'autres rencontres ont probablement eu lieu avant cette date, mais la presse n'en fait pas écho. Troisième grand personnage de la genèse du baseball cubain : Habanero Emilio Sabourin. Présent sur le terrain comme joueur le 27 décembre, il devient un organisateur. Il est déterminant dans la mise en place du premier championnat qui se déroule durant l'hiver 1878-1879.
Devenu populaire, le jeu, alors nommé pelota americana, est interdit par les autorités espagnoles en 1895 qui lui reproche de servir de paravent à des collectes financières en faveur de l'insurrection anticoloniale. L'emprisonnement à perpétuité dans une prison marocaine sanctionne les contrevenants. L'indépendance cubaine reconnue le 10 décembre 1898 met fin à l'interdit. Le championnat est évidemment suspendu entre 1895 et 1898.

### De l'indépendance à la Révolution
La franchise américaine de Ligue majeure des New York Giants passe la fin de l'hiver à Cuba en 1911 pour effectuer son entraînement de printemps. Cuba devient une destination privilégiée pour les franchises américaines à partir des années 1920. Le soleil, mais aussi la possibilité d'échapper un temps à la politique de prohibition en vigueur aux États-Unis, expliquent cette exportation du spring training.
La première ligue professionnelle est créée par Carlos Ayala. Dans les années 1950, Cuba compte une dizaine de ligues professionnelles de baseball.

### Le baseball cubain depuis la Révolution
Le professionnalisme est aboli en mars 1961. Une compétition amateur mettant aux prises quatre équipes se tient de janvier à mars 1962. Chaque formation dispute 27 matchs lors de cette première sacrant Occidentales. La compétition passe à six équipes en 1965-1966, puis douze en 1967-1968, quatorze en 1972-1973 et dix-huit en 1977-1978. À partir de 1985-1986, les dix-huit équipes sont réparties en deux poules : est et ouest. Des séries éliminatoires se tiennent désormais à l'issue de la saison régulière sous forme de poules finales (1985-86 à 1988-1989) ou en élimination directe (depuis 1989-1990). À partir de 1993-1994, les équipes sont réparties en quatre poules de quatre équipes. En séries éliminatoires, les quarts de finale sont introduits en 1998-1999.

### Défections de joueurs
Yasmany Tomás fait défection de Cuba en juin 2014 et trouve refuge à Haïti, puis s'entraîne en République dominicaine en vue d'un premier contrat dans la Ligue majeure de baseball.
En mai 2021, l'équipe de Cuba de baseball se déplace aux États-Unis pour participer au qualificatif américain des équipes de baseball pour les Jeux olympiques de Tokyo. Dès son arrivée le joueur César Prieto fait défection pour quitter Cuba,.